# N-445
La N-445 es una carretera nacional española de interés estatal que enlaza la autopista A-49 con la carretera N-431 en Lepe (Huelva), de 3,19 kilómetros de longitud. 
La carretera N-445 fue inaugurada en 2002, con motivo de la puesta en funcionamiento de la A-49 en el tramo Huelva-Portugal, sirviendo de conexión entre su salida 117 y la carretera N-431, antigua comunicación entre Huelva y la frontera portuguesa.

## Localidades colindantes
- Lepe
- Villablanca

- Datos: Q6036713